# واصل مولى أبي عيينة
واصل مولى أبي عيينة بن المهلب بن أبي صفرة الأزدي ، من رواة الحديث وهو ثقة ، بصري صدوق ، وله أحاديث.

## روايته للحديث النبوي
- عن ابن بريدة، والحسن، والضحاك، ويحيى بن عقيل الخزاعي.
- وعنه: مهدي بن ميمون، وحماد بن زيد، وعباد بن عباد، وعبد الوارث.[3]

## الأقوال فيه
الجرح والتعديل
- قال أبو بكر البزار : ليس بالقوي وقد احتمل حديثه.
- قال أبو حاتم الرازي : صالح الحديث.
- أبو حاتم بن حبان البستي : ذكره في الثقات.
- قال أحمد بن حنبل: ثقة.
- قال أحمد بن صالح الجيلي: ثقة.
- قال ابن حجر العسقلاني : صدوق عابد.
- قال الذهبي : ثقة حجة.
- قال مصنفوا تحرير تقريب التهذيب : ثقة، وشذ البزار في تضعيفه، وليس له فبه سلف، ولا بين سببه، فلا يعتد به.
- قال يحيى بن معين : ثقة.